# Donald Trumps presidentinstallation (2017)

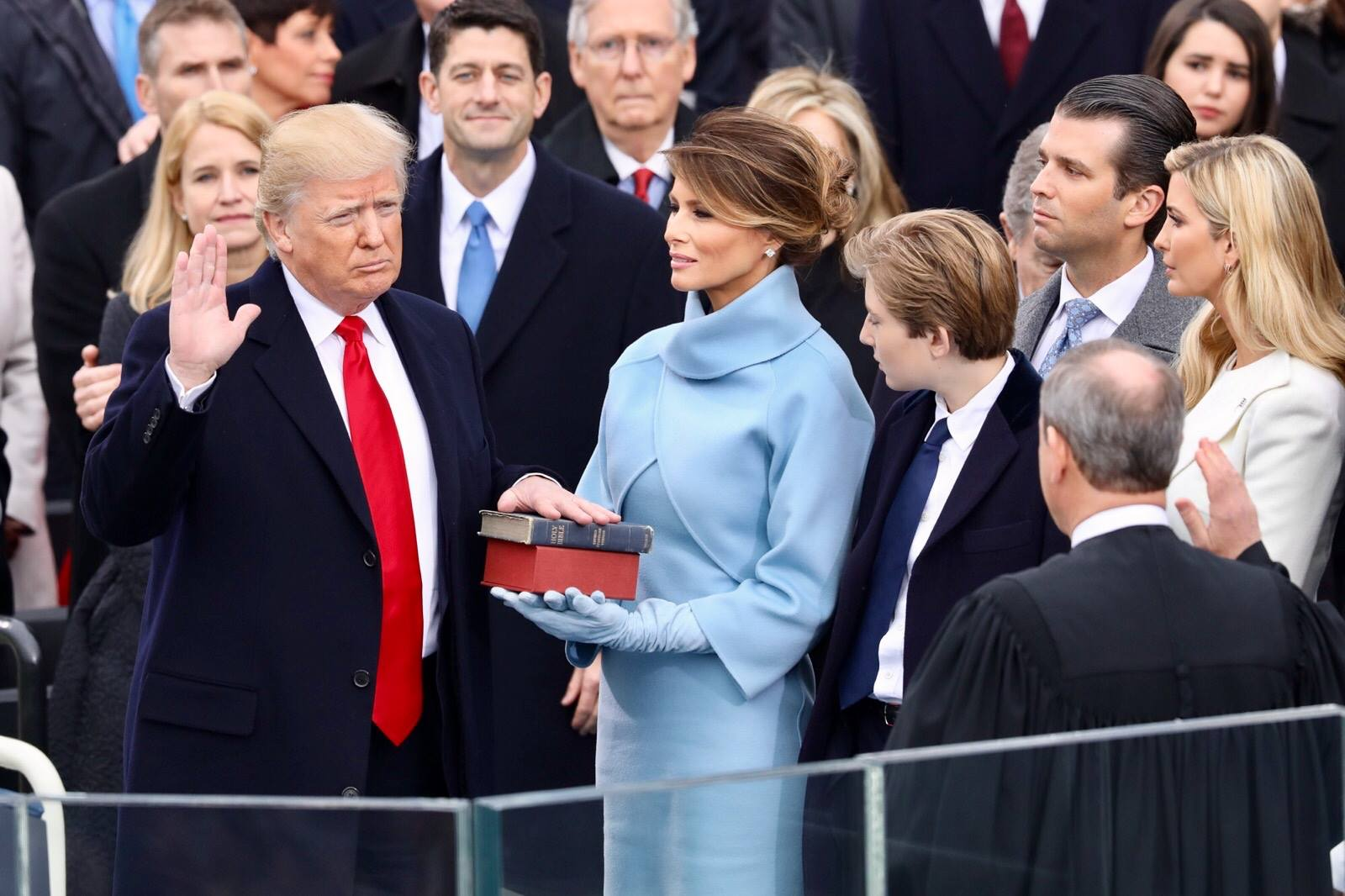
Donald Trump svär presidenteden.

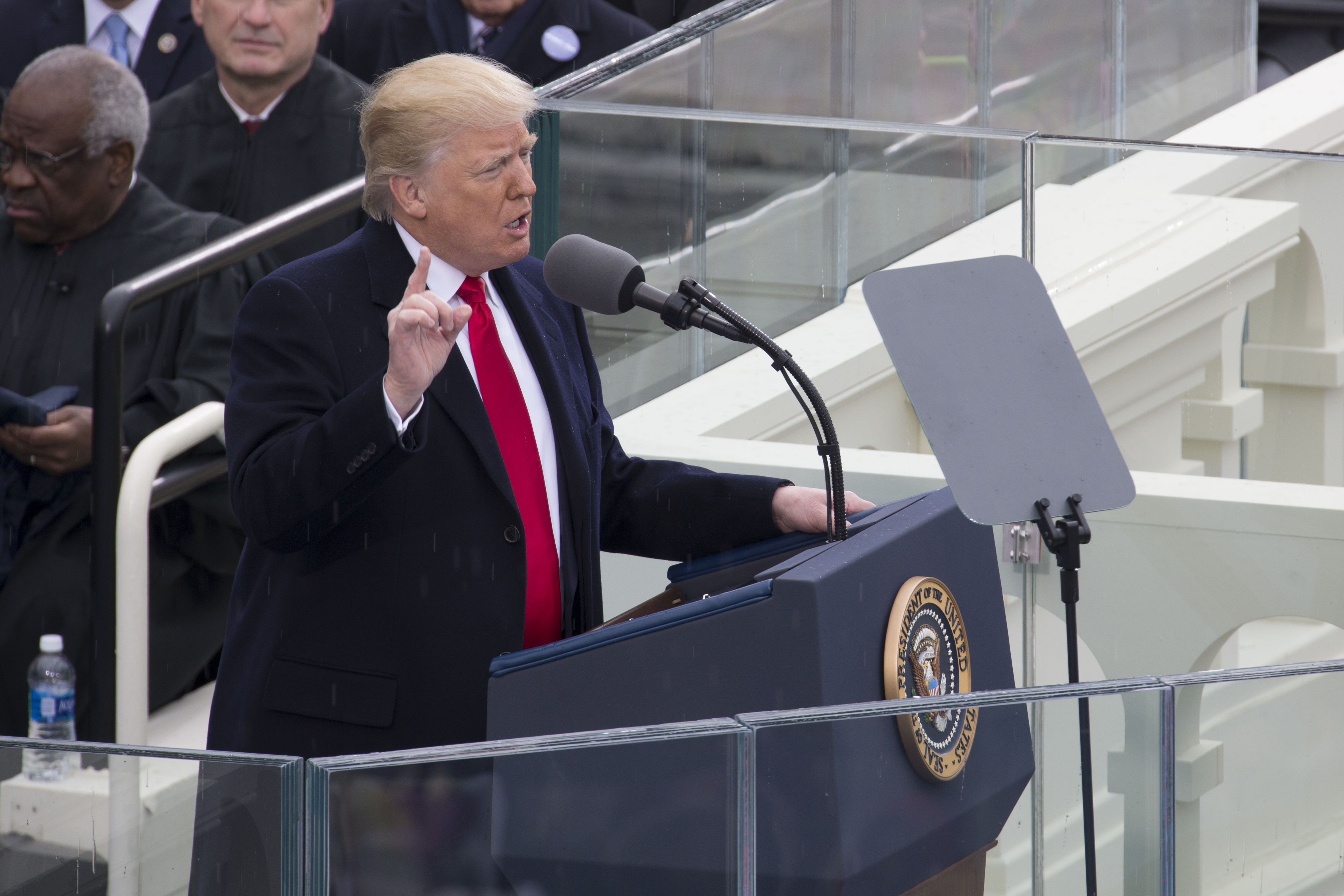
Trump håller sitt installationstal.

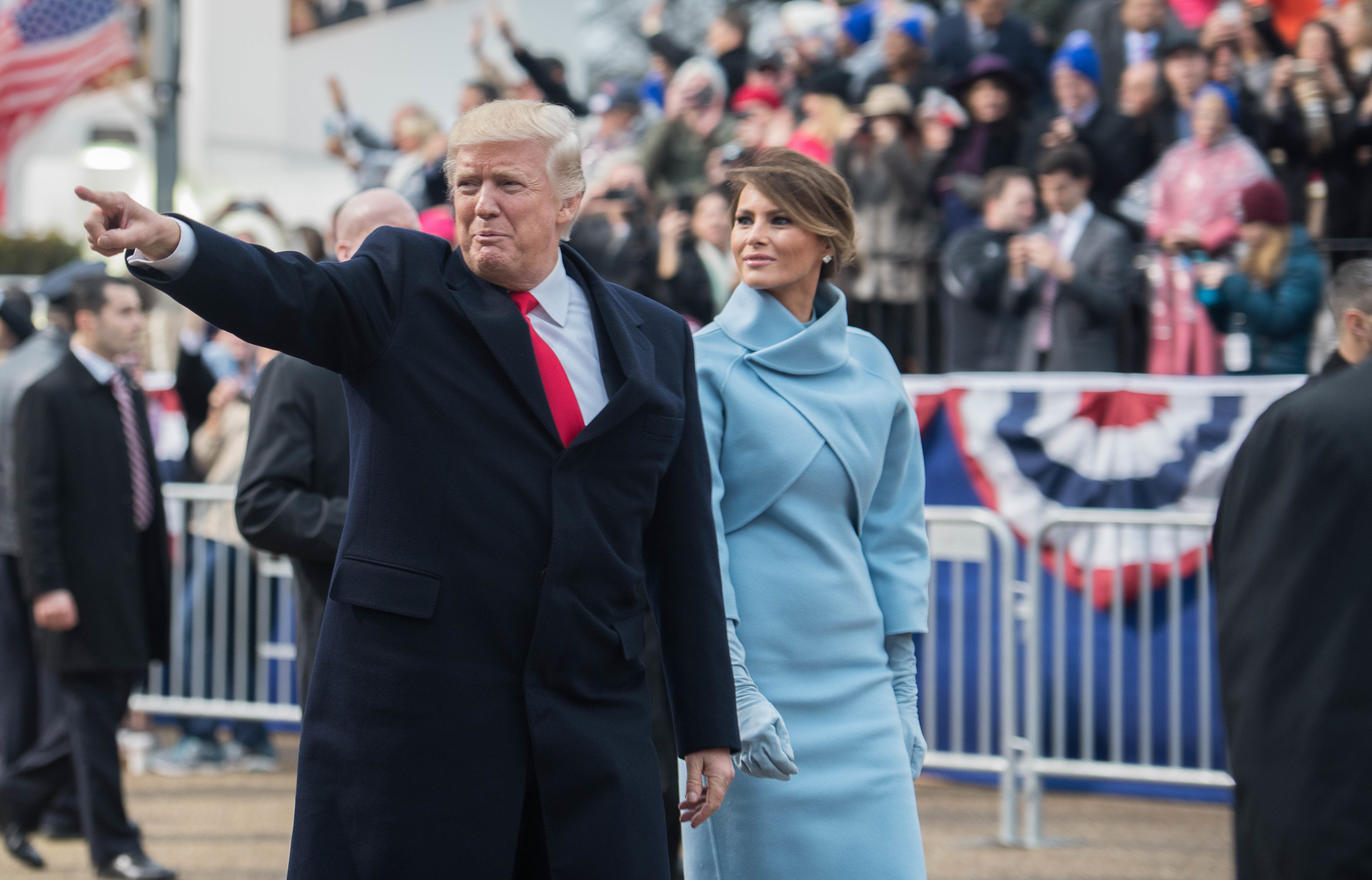
USA:s nyblivna president och första dam deltar i paraden.

Installationen av Donald Trump som USA:s 45:e president, den 20 januari 2017, innebar inledningen av den fyraåriga mandatperioden i vilken Donald Trump beklädde presidentämbetet och Mike Pence vicepresidentämbetet.
Ceremonin var den 58:e amerikanska presidentinstallationen och ägde rum fredagen den 20 januari 2017 på Kapitoliums västra framsida i Washington, D.C. Evenemanget hade "Uniquely American" som officiellt tema och pågick mellan den 17 januari och 21 januari 2017.
Förutom att vara den dittills äldsta att sväras in som amerikansk president var Trump även den första utan erfarenheter inom varken militär eller offentligt ämbete.
Trump fick avlägga presidenteden förestavad av chefsdomare John Roberts, medan Pence svor vicepresidenteden inför Clarence Thomas, domare i högsta domstolen. Välsignelser gjordes av ett flertal präster och böneledare (däribland en rabbin samt pastor Franklin Graham, son till pastor Billy Graham som vid flera presidentinstallationer uttalat välsignelser). Trump svors in med The Lincoln Bible och sin egen personliga Bibel från sin barndom.
Huvudfokus i Trumps installationstal låg på USA:s intressen ("America first!", "Make America Great Again").
I mitten av december fanns 20 ansökningar för demonstrationstillstånd i samband med Trumps presidentinstallation, vilka var planerade för både samma dag som installationen äger rum samt dagen efter. Bland dem fanns Bikers for Trump och Women's March on Washington.
De tidigare presidenterna Jimmy Carter, Bill Clinton, George W. Bush och Barack Obama samt deras respektive hustrur, första dam (inklusive Hillary Clinton), hade alla intygat sitt deltagande i Trumps installation och de var alla närvarande. George H. W. Bush var inte på plats på grund av hälsoskäl.
Det var färre närvarande åskådare vid Trumps installation än vid installationen av hans företrädare Barack Obama. I sammanhanget kan dock nämnas att nästan hela Washington D.C. röstade på Hillary Clinton, demokraternas kandidat samt Trumps huvudmotståndare i presidentvalet. Trump och hans talesmän har utan grund kritiserat medias rapportering av antalet åskådare och bestridit att det var färre åskådare som såg Trumps installation än Obamas.